# قديفوت (المهرة)

تعديل مصدري - تعديل

قديفوت هي إحدى قرى مديرية حصوين التابعة لمحافظة المهرة، بلغ تعداد سكانها 1106 نسمة حسب تعداد اليمن لعام 2004.